# Austin Sheerline
La Sheerline è un'autovettura di lusso prodotta dall'Austin dal 1947 al 1954 in due serie, che erano contraddistinte da nomi differenti, A110 Sheerline e A125 Sheerline.

## Il contesto
La Sheerline venne progettata durante la seconda guerra mondiale, ma la sua produzione iniziò a conflitto terminato, nel 1947, dopo che l'Austin soddisfò le commesse concernenti le forniture belliche. Le serie furono due, e si distinguevano dal motore installato. La prima, l'A110 Sheerline fu in produzione solo nel 1947, mentre la seconda, l'A125 Sheerline, fu commercializzata dal 1947 al 1954.
Il modello era lussuoso, e presentava caratteristiche che si potevano trovare anche sulle vetture contemporanee prodotte dalla Rolls-Royce e dalla Bentley. Rispetto a queste ultime, però, la Sheerline era collocata sul mercato ad un prezzo inferiore, corrispondente a circa due terzi di quello di una Rolls-Royce equivalente. Questo prezzo era comunque maggiore di cinque o sei volte di quello di una piccola Austin. In totale ne vennero prodotti circa 11.617 esemplari, e di conseguenza il modello oggi è piuttosto raro.
Nel 1954 la produzione cessò, e la categoria delle Austin lussuose fu rappresentata dall'A135 Princess Mk II, che fu in commercio dal 1947 al 1956.

## Caratteristiche tecniche
La prima serie, denominata A110, fu in produzione solo nel 1947 ed aveva installato un motore a sei cilindri in linea e valvole in testa da 3.460 cm³. Ne vennero prodotti solamente 12 esemplari. Nello stesso anno al propulsore del modello venne aumentata la cilindrata a 3.995 cm³, con conseguente incremento della potenza da 110 CV a 125 CV. Con questo aggiornamento al motore il nome del modello fu cambiato in A125. Di quest'ultima vennero prodotti 11.605 esemplari.
Le sospensioni anteriori erano a molle elicoidali, mentre quelle posteriori erano formate da balestra semi-ellittiche. Inizialmente l'A125 era disponibile solamente in versione berlina, ma dal 1950 venne offerta anche una rara versione limousine. Più tardi si aggiunsero le versioni ambulanza e carro funebre.
Per mantenere le prestazioni ad un livello accettabile nonostante il peso considerevole del veicolo, vennero previsti un basso rapporto finale (4,55:1) e degli pneumatici da 16 pollici. La versione berlina raggiungeva una velocità massima 132 km/h.